# Ансельм (герцог Фріульський)
Святий Ансельм (720, Чивідале-дель-Фріулі — 803, Нонантола) — герцог Фріульський (749–751), середньовічний абат лангобардського походження, пізніше канонізований Римською церквою.

## Життєпис
Зрікся престолу та побудував у п'ятидесятих роках VIII століття монастир у Фанано, на землі, яку подарував йому король лангобардів Айстульф, що був одружений з його сестрою Гізальтрудою. Через два роки за сприяння Айстульфа побудував інший монастир у Нонантолі, поблизу Модени. Папа Римський Стефан II (III) відніс цей монастир до чину св. Бенедикта та передав йому деякі мощі св. Сільвестра. Ансельм став настоятелем цього монастиря, прославився тим, що побудував притулки для бідних і хворих.
Король лангобардів Дезидерій вигнав Ансельма з монастиря у Нонантулі та призначив абатом свого ставленика. Ансельм провів 7 років у монастирі Монте Кассіно. Після поразки Дезидерія королю франків Карлу Великому Ансельм знову став настоятелем монастиря у Нонантулі.
Ансельм помер у рідному монастирі, де і сьогодні його вважають покровителем цієї обителі. Його пам'ять святкується 3 травня.